# Президентские выборы в Чили (1856)
Президентские выборы в Чили проходили 18 сентября 1856 года по системе выборщиков. Мануэль Монтт был вновь избран президентом Чили.

## Результаты
| Кандидат               | Партия      | Голоса | %      |
| Мануэль Монтт          | консерватор | 207    | 99,04% |
| ---------------------- | ----------- | ------ | ------ |
| Хозе Сантьяго Алдунате | консерватор | 2      | 0,96%  |
| Всего                  |             | 209    | 100%   |